# Franz Langewand
Johann Franz Langewand (* 3. März 1871 in Osnabrück; † 19. März 1952 in Osnabrück) war ein Handwerker und deutscher Politiker (MdL in Preußen) der Zentrumspartei.

## Leben und Beruf
Der Arbeitersohn erlernte das Schlosserhandwerk und machte sich 1898 mit einem Kompagnon als Schlossermeister in Osnabrück selbständig. Die „Baugerätefabrik Hagedorn & Langewand“ produzierte u. a. Heizungsanlagen und Schubkarren.
Langewand war langjähriges Mitglied der lokalen Schlosserinnung und von 1903 bis 1935 Vorstandsmitglied der Handwerkskammer.
Im Ersten Weltkrieg diente er als Vizefeldwebel.
Zusammen mit seiner Frau Maria hatte er zwei Söhne, Heinrich (1901–1966) und Franz Langewand jun. (1912–1984).

## Politische Betätigung bis 1933
Langewands politische Karriere lag in der Zeit der Weimarer Republik. 1919 wurde er stellvertretender Schriftführer der Zentrumspartei für das Gebiet des ehemaligen Hochstifts Osnabrück (ungefähr heutiger Stadt- und Landkreis Osnabrück). Im selben Jahr wurde er in die Verfassunggebende Preußische Nationalversammlung gewählt. Bereits 1920 machte Langewand aus Gründen der Parteiräson Platz für den einflussreichen Arbeiterfunktionär Josef Hagemann.
Langewand, der auch Stellvertretender Vorsitzender des Osnabrücker Stadtverbands des Zentrums war, wurde 1932 und wiederum 1933 in den Preußischen Landtag gewählt. Nach der Machtergreifung der Nationalsozialisten, gegen die sich Langewand wiederholt gewandt hatte, schied er aus der Politik aus.

## Politische Betätigung nach 1945
Aufgrund seines hohen Alters und dem Verlust seines Wohnhauses durch Bombardierung betätigte sich Langewand nach 1945 nicht mehr aktiv in der Politik. Die Gründung der CDU als interkonfessionelle christdemokratische Partei hat er begrüßt.